# Incursión de Novi Sad
La incursión de Novi Sad, también conocida como masacre de Novi Sad, masacre de Újvidék, incursión de Bačka del Sur o simplemente La incursión  (Рација/Racija), fue una operación militar llevada a cabo por el Ejército Real Húngaro (Királyi Honvédség) durante la Segunda Guerra Mundial tras la ocupación de territorios de Yugoslavia por parte de Hungría, lo que provocó la muerte de entre 3000 y 4000 civiles al sur de la región de Bačka.
Las autoridades ocupacionistas empezaron a asaltar ciudades y aldeas en Bačka del Sur el 4 de enero de 1942, aparentemente como medio para reprimir a los partisanos yugoslavos, si bien los registros históricos muestran que el gobierno de Hungría intentó incrementar su posición geopolítica con el fin de equipararse a la Alemania nazi. La primera ciudad en ser objeto de una incursión fue Čurug, seguida de Gospođinci, Titel, Temerin, Đurđevo y Žabalj. Las víctimas eran aparentemente detenidas de forma aleatoria mientras realizaban sus actividades diarias. El 20 de enero, la ciudad de Novi Sad fue rodeada y sometida a toque de queda, siendo las líneas telefónicas cortadas. En los días siguientes, las autoridades ocupacionistas procedieron al arresto de supuestos sospechosos; para cuando terminó la incursión, más de 1000 residentes habían sido asesinados (la mayoría de las víctimas de Novi Sad así como de la región en general eran serbios y judíos, aunque también hubo un gran número de víctimas húngaras). Concretamente, en Novi Sad las víctimas fueron obligadas a marchar a pie a lo largo del Danubio, en aquel entonces congelado, solo para que estas pereciesen en cuanto la capa de hielo fuese destrozada por los bombardeos procedentes de la orilla. Por su parte, otros fueron empujados a huecos en la capa de hielo, provocando su muerte por hipotermia, mientras que otros eran disparados en plena calle. 
El gobierno de Hungría y los medios condenaron la masacre y solicitaron una investigación inmediata. En 1943, Hungría condujo un juicio masivo contra los sospechosos de haber organizado la incursión, dictando sentencia de muerte contra cuatro de ellos, quienes huyeron a Alemania. Tras la guerra, la República Popular de Hungría y la República Federativa Socialista de Yugoslavia condenaron y ejecutaron a varios organizadores (los últimos procedimientos judiciales llevados a cabo en relación con los hechos tuvieron lugar en 2011, cuando Sándor Képíró fue juzgado y absuelto del asesinato de más de 30 civiles en Novi Sad).
La matanza ha sido objeto de ficción en literatura y cine tanto en Serbia como en Hungría, existiendo actualmente tensión entre ambos países a causa de este acontecimiento. En junio de 2013, el presidente de Hungría János Áder pidió disculpas formalmente por los crímenes de guerra cometidos por el ejército húngaro contra civiles serbios durante la guerra.

## Contexto

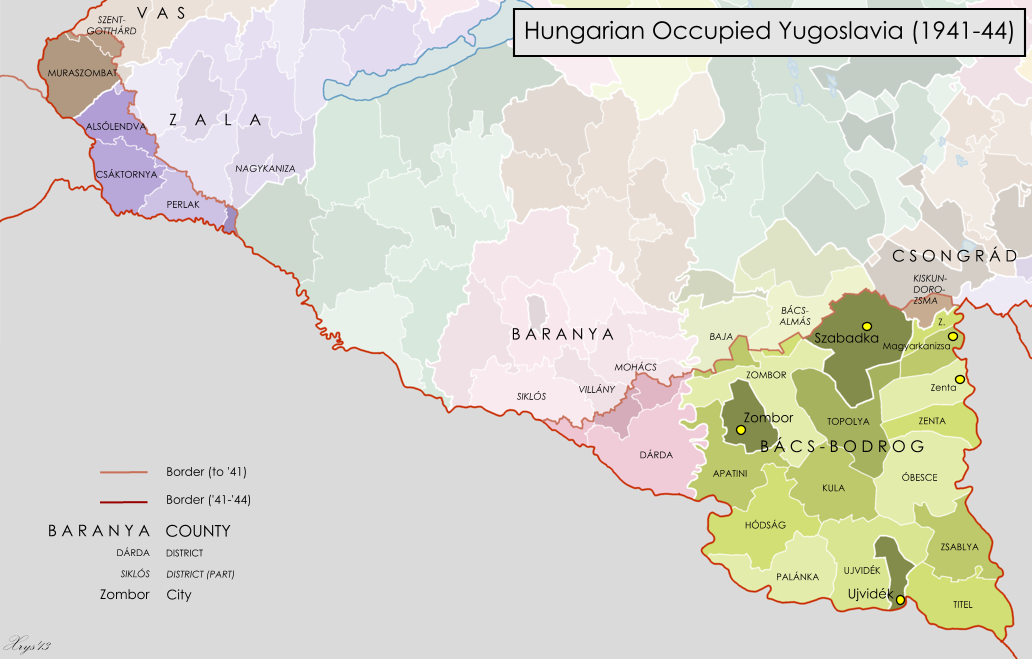
Mapa de las áreas de Yugoslavia ocupadas y anexionadas a Hungría; Bačka figura en verde.

Alemania, Italia y Hungría invadieron Yugoslavia el 6 de abril de 1941 en respuesta al golpe de Estado que depuso al regente del país, el príncipe Pablo de Yugoslavia, y aceleró el ascenso al trono de su sobrino, aún menor de edad, Pedro II. En menos de dos semanas, el país fue invadido, ocupado y dividido entre sus vecinos; la zona que actualmente conforma la provincia de Vojvodina, al norte de Serbia, fue fragmentada entre Alemania, Hungría y una de las potencias del Eje, el Estado títere conocido como Estado Independiente de Croacia (Nezavisna Država Hrvatska; NDH), establecido poco después de la invasión. Los alemanes asumieron el control directo de Banato, región convertida en un distrito autónomo del territorio serbio ocupado por los nazis principalmente para satisfacer las demandas del considerable número de alemanes en Yugoslavia (Volksdeutsche). Los croatas ocuparon Sirmia y la incorporaron al NDH, deteniéndose justo antes de llegar a Belgrado.
Los húngaros ocuparon Bačka, la cual había formado parte de Hungría hasta el Tratado de Trianón en 1920, cuando fue incorporada al recién creado Reino de los Serbios, Croatas y Eslovenos (posterior Yugoslavia), si bien un gran número de húngaros y alemanes habían permanecido en la zona tras la cesión del territorio. La parte de Bačka ocupada por los húngaros consistía en parte de Banovina del Danubio, que anteriormente limitaba con la frontera húngaro-yugoslava al norte, con el Danubio al sur y al oeste, y con el Tisza al oeste (el área total de Bačka ocupada por Hungría era de 8558 km²).
Las autoridades ocupacionistas tomaron la decisión de «reequilibrar» la composición étnica de Bačka mientras la incursión aún estaba en marcha; a los pocos días, varias casas serbias y judías fueron asaltadas y saqueadas. Por su parte, el 14 de abril de 1941 aproximadamente 500 serbios y judíos fueron asesinados de acuerdo, al parecer, con listas previamente elaboradas en las que figuraban las personas que debían morir. Pronto se aprobó una legislación la cual establecía que todos los que no fuesen húngaros o alemanes y se hubiesen mudado a la zona después de 1918 debían ser deportados (entre 1918 y 1924, cerca de 45 000 húngaros habían sido deportados a Hungría desde los territorios transferidos al Reino de los Serbios, Croatas y Eslovenos, mientras que 10 000 colonos militares sudeslavos, principalmente serbios, se establecieron en la región). Los ocupacionistas húngaros expulsaron a entre 25 000 y 60 000 serbios de Bačka, tanto colonos del período de entreguerras como habitantes establecidos antes de la Segunda Guerra Mundial, internándolos en campos de concentración antes de deportarlos al territorio de Serbia ocupado por los alemanes. La intención original de los húngaros era expulsar a un total de 150 000 civiles, lo que contó con la oposición del comando alemán de Belgrado, no llevándose finalmente a cabo este plan (más de 15 000 colonos húngaros se establecerían con posterioridad en la zona y ocuparían las casas de los serbios que habían sido expulsados).
En los territorios ocupados se procedió a instaurar una política de «magiarización sistemática», en virtud de la cual los «elementos menos deseables» de la población, como los serbios, los croatas y los judíos, fueron discriminados en materias de comunicación y educación; tanto el húngaro como el alemán fueron las únicas lenguas permitidas en casi la totalidad de las escuelas secundarias, mientras que los libros, periódicos y publicaciones en idioma serbocroata fueron virtualmente prohibidos. Pese a ello, la mayoría de los serbios y croatas que llevaban viviendo en los territorios ocupados por Hungría antes de 1918 conservaron sus derechos de ciudadanía como húngaros, a la vez que algunos empleados públicos no húngaros de nivel inferior pudieron conservar sus puestos de trabajo. El 14 de diciembre de 1941, Bačka y otros territorios yugoslavos ocupados, considerados por los húngaros como los «territorios recuperados del sur», fueron anexionados de manera oficial e incorporados formalmente a Hungría.

## Preludio

### Resistencia inicial
Una resistencia armada a pequeña escala estalló en Bačka en la segunda mitad de 1941, reaccionando el ejército húngaro con severas medidas de represión, entre ellas, la ejecución en el mes de septiembre de más de 300 prisioneros. Miles de serbios y judíos fueron retenidos en campos de concentración establecidos en Ada, Bačka Topola, Begeč, Odžaci, Bečej, Subotica y Novi Sad, así como en Pécs y Baja, en poder de los húngaros. El movimiento de la resistencia partisana dirigido por el comunista Josip Broz Tito nunca llegó a ser fuerte en Bačka debido a que el terreno llano de la región no se prestaba para la guerra de guerrillas y a causa también de que los sudeslavos, de quienes los partisanos extrajeron a la mayoría de sus reclutas, solo constituían un tercio de la población de la zona. Para finales de 1941, los partisanos de Bačka habían sido ampliamente derrotados al igual que su comité regional. Los chetniks, guerrilleros nacionalistas serbios que buscaban reinstaurar la monarquía en Yugoslavia, ofrecieron resistencia esporádica durante la invasión, permaneciendo inactivos la mayor parte de la ocupación y manteniendo únicamente actividades encubiertas.
Antes de la guerra, en Bačka vivían alrededor de 15 000 judíos, lo que constituía más de un quinto de la población judía yugoslava antes del conflicto. Sumado a esto, más del 90% de los judíos residentes en los territorios ocupados por Hungría eran oriundos de la región. El gobierno húngaro había aprobado leyes antisemitas en 1939 y, al estallar la guerra, las mismas fueron aplicadas en las zonas ocupadas y anexionadas. Tras la violencia inicial, no se cometieron más masacres de judíos en Bačka el resto del año 1941, aunque la comunidad judía fue objeto de una secuencia de medidas discriminatorias, como la confiscación de propiedades, la detención arbitraria y el trabajo forzado.

### Escalada
Para comienzos de 1942, el ejército húngaro estimó que no había más de 110 partisanos operando en toda Vojvodina, si bien en realidad eran aproximadamente 40. El 4 de enero, varias docenas de partisanos procedentes del destacamento de Šajkaška fueron hallados ocultos en una granja próxima a Žabalj; confrontados por la milicia húngara, diez soldados y siete partisanos resultaron muertos tras una escaramuza, siendo los partisanos restantes arrestados y deportados a las zonas de Serbia ocupadas por los alemanes. El Estado Mayor de las Fuerzas Armadas de la República de Hungría se aprovechó del incidente, empleándolo como pretexto para lanzar ataques a través de la región con el fin de disuadir a los no húngaros de unirse a la resistencia.
El 5 de enero, Ferenc Szombathelyi, jefe del Estado Mayor húngaro, ordenó incursiones punitivas contra los partisanos de Bačka; dicha orden coincidió con la visita del Ministro de Asuntos Exteriores alemán Joachim von Ribbentrop a Budapest el 6 de enero. Varios días después, el Generalfeldmarschall Wilhelm Keitel, jefe del Alto Mando de la Wehrmacht, llegó a Budapest y solicitó que la totalidad del ejército húngaro se desplazase al Frente Oriental. El primer ministro húngaro Ladislao Bárdossy se negó a ello, y con el fin de justificar su decisión trató de demostrar que se necesitaban desesperadamente tropas húngaras en los territorios ocupados. El Estado Mayor húngaro requirió que las autoridades ocupacionistas aportasen pruebas de una revuelta inminente a gran escala en Bačka. Los líderes húngaros se sintieron motivados a ofrecer una dura respuesta posiblemente para demostrar que eran lo bastante fuertes como para hacer frente a la resistencia serbia y a la «subversión» judía, lo que convenció a Alemania de que Hungría era competente para controlar Banato, la cual había sido parte del país antes de la Primera Guerra Mundial. De acuerdo con el erudito en el Holocausto Mark Levene, la incursión «tal vez había sido pensada como una señal de temor de Budapest que el dominio húngaro sobre los no húngaros en los Balcanes [...] sería tan brutal como esas [...] otras potencias ocupacionistas, o [...] como había sido previamente en la Serbia ocupada por los húngaros durante la Gran Guerra». En consecuencia, se orquestaron más ataques de guerrillas por parte de las autoridades ocupacionistas con el fin de ampliar el tamaño de la resistencia partisana; se distribuyeron vendajes a los gendarmes y estos fueron instruidos para llevarlos en la cabeza y simular de este modo los efectos de las heridas (estos eventos fueron organizados principalmente para el consumo público).

## Masacre

### Inicio
Más de 8000 soldados, gendarmes y guardias fronterizos húngaros tomaron parte en la incursión , la cual empezó en la ciudad de Čurug el 6 de enero, con varios sospechosos de ser partisanos (incluidas mujeres y niños) siendo trasladados a graneros, almacenes y edificios municipales. Pese a que algunos de ellos fueron liberados, entre 500 y 1000 personas fueron asesinadas y sus cuerpos despojados de cualquier objeto de valor. La incursión se desplazó ese mismo día hasta otros asentamientos locales, como Gospođinci y Titel, y continuó con sus actividades al día siguiente (los tres días posteriores se produjeron asesinatos adicionales en las ciudades de Temerin y Žabalj). Los civiles fueron rodeados al azar y sacados de sus hogares y negocios durante su jornada laboral o sus actividades diarias e, incluso, durante el oficio de bodas.

### Novi Sad
El 20 de enero, Novi Sad fue rodeada por completo y puesta bajo toque de queda, siendo las líneas de teléfeno y telégrafo cortadas y la ciudad dividida en múltiples áreas, con un oficial encargado de efectuar incursiones en cada una. Varios carteles fueron dispuestos en edificios advirtiendo a los ciudadanos de no salir a la calle salvo para comprar alimentos. El oficial Ferenc Feketehalmy-Czeydner convocó a las autoridades locales y anunció que el ejército húngaro se «haría cargo y arreglaría las cosas» en los tres próximos días. La incursión comenzó al día siguiente; entre 6000 y 7000 personas consideradas «sospechosas» fueron detenidas y sus papeles examinados, mientras que otras fueron arrestadas por no tenerlos (la mayoría salió en libertad, pero al menos 40 civiles fueron conducidos a orillas del Danubio y fusilados).
Según la historiadora Leni Yahil, «la masacre fue conducida sistemáticamente calle por calle», con muchos de los soldados visiblemente intoxicados. Así mismo, varios testimonios proporcionados por supervivientes tras la guerra atestiguan la brutalidad de los asesinatos: una mujer relató que el 23 de abril un soldado entró en su apartamento preguntando por la religión que profesaba su familia. La mujer respondió que todos eran cristianos ortodoxos; enfurecido, el soldado la llamó «serbia apestosa» y mató a continuación a sus cinco hijos. Miles de hombres, mujeres y niños fueron encarcelados e interrogados en el Sokolski Dom, uno de los principales centros culturales de la ciudad, muriendo muchos de ellos durante los interrogatorios.
Con temperaturas de hasta -29 °C, las víctimas fueron llevadas a una zona conocida como Štrand, a lo largo del Danubio, y fusiladas con ametralladoras. Posteriormente, los asesinos procedieron a romper la capa de hielo del río con fuego de artillería y a arrojar los cadáveres al agua. Según otra versión, los reos fueron obligados a caminar sobre el río helado, rompiéndose la capa de hielo a causa de bombardeos procedentes de la orilla y provocando que las víctimas cayesen al agua y se ahogasen. Los crímenes cesaron cuatro días después, cuando el teniente de alcalde de la ciudad, László Deák, sobrepasó el toque de queda y alertó a la autoridades de Budapest, recibiendo la orden de que las matanzas debían detenerse de inmediato. Feketehalmy-Czeydner dispuso en consecuencia que todas las ejecuciones cesasen para las 21:00 horas (entre las víctimas se encobraba la madre de Deák). Según el historiador Krisztián Ungváry: «La aleatoriedad y el sinsentido de la operación fueron evidentes por el hecho de que no golpeó a ni un solo funcionario del Partido Comunista Yugoslavo».

## Hechos posteriores
En Stari Bečej, las autoridades ocupacionistas escenificaron otra «rebelión» seguida de más arrestos masivos. Alrededor de 200 personas fueron detenidas y llevadas a orillas del Tisza, donde murieron fusiladas, siendo sus cuerpos arrojados al río; cuando las aguas se descongelaron, los cadáveres de los muertos durante la incursión descendieron a través del Danubio y el Tisza. Los medios húngaros denunciaron la incursión como un hecho sin precedentes en la historia militar del país. Por su parte, el gobierno también condenó los asesinatos, asegurando que los perpetradores serían llevados ante la justicia.

### Víctimas

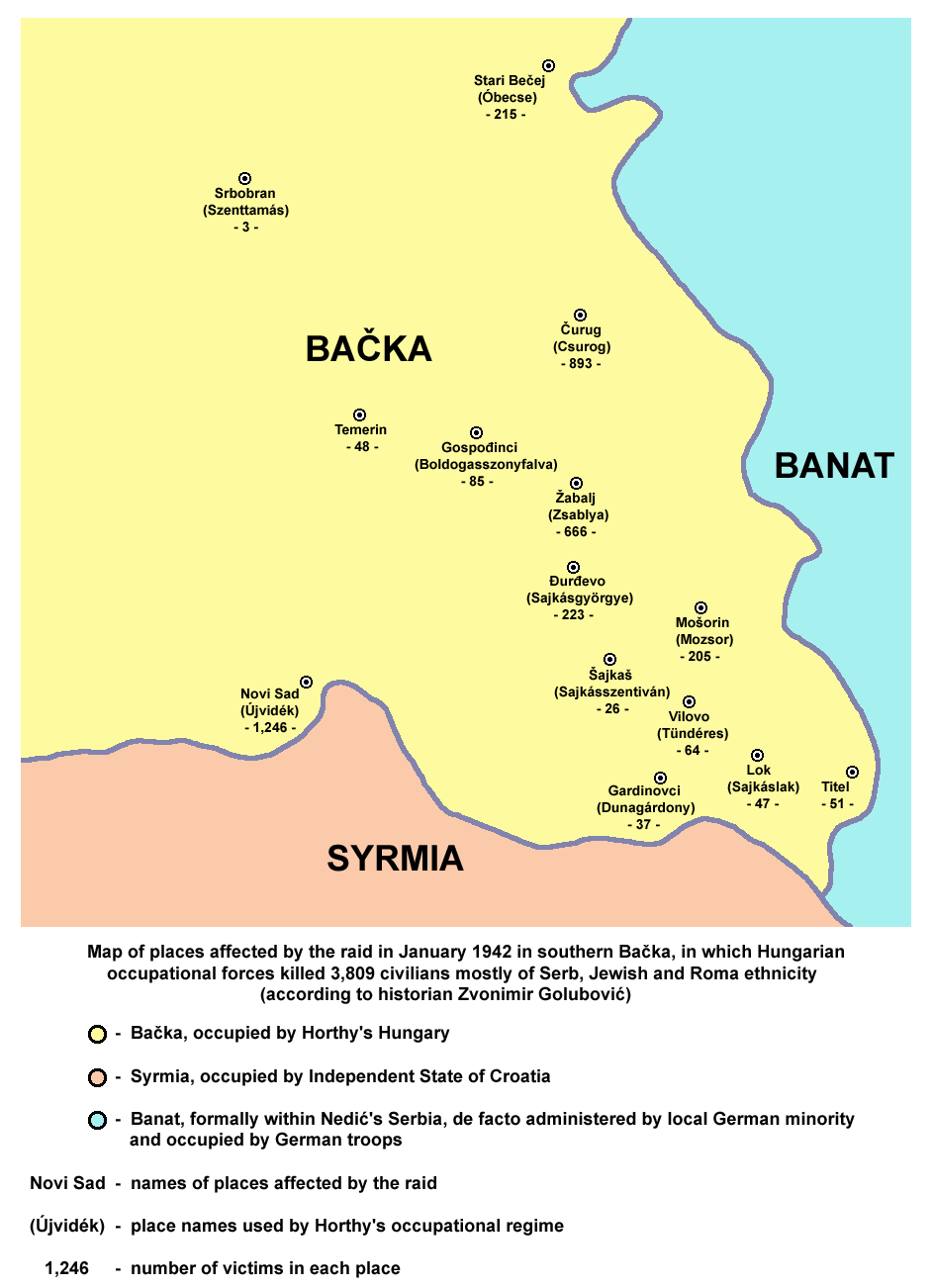
Mapa de las zonas afectadas por la incursión.

En una correspondencia contemporánea, el ministro del Interior húngaro Ferenc Keresztes-Fischer escribió que 3755 personas perdieron la vida en la incursión. El historiador Rudolph Rummel sitúa el número de víctimas resultantes de la incursión en 3200. Al respecto, Yahil considera que 4116 personas fueron asesinadas (2842 serbios, 1250 judíos, 13 rusos y 11 húngaros), mientras que el historiador Zvonimir Golubović sitúa el total de civiles muertos en la masacre en 3809, cifra aceptada por el experto en el Holocausto Yehuda Bauer. La siguiente tabla, elaborada por Golubović, muestra el número de víctimas según su género, etnia y lugar donde fueron asesinadas:
| Lugar      | Total | Hombres | Mujeres | Niños | Ancianos | Serbios | Judíos | Romaníes | Rusinos | Húngaros | Rusos |
| ---------- | ----- | ------- | ------- | ----- | -------- | ------- | ------ | -------- | ------- | -------- | ----- |
| Bečej      | 215   | 111     | 72      | 13    | 19       | 102     | 110    | -        | -       | -        | -     |
| Vilovo     | 64    | 44      | 6       | 8     | 6        | 64      | -      | -        | -       | -        | -     |
| Gardinovci | 37    | 32      | 3       | -     | 2        | 37      | -      | -        | -       | -        | -     |
| Gospođinci | 85    | 47      | 19      | 15    | 4        | 73      | 10     | -        | 2       | -        | -     |
| Đurđevo    | 223   | 107     | 60      | 41    | 15       | 173     | 22     | -        | 27      | -        | -     |
| Žabalj     | 666   | 355     | 141     | 101   | 69       | 614     | 28     | 23       | -       | 1        | -     |
| Lok        | 47    | 46      | -       | -     | 1        | 46      | -      | -        | -       | 1        | -     |
| Mošorin    | 205   | 94      | 41      | 44    | 26       | 170     | -      | 34       | -       | 1        | -     |
| Novi Sad   | 1,246 | 489     | 415     | 165   | 177      | 375     | 809    | -        | 2       | 18       | 15    |
| Srbobran   | 3     | 3       | -       | -     | -        | 2       | 2      | -        | -       | -        | -     |
| Temerin    | 48    | 14      | 15      | 7     | 12       | 6       | 42     | -        | -       | -        | -     |
| Titel      | 51    | 45      | -       | 1     | 5        | 49      | 1      | -        | -       | -        | -     |
| Čurug      | 893   | 554     | 153     | 82    | 104      | 842     | 44     | 7        | -       | -        | -     |
| Šajkaš     | 26    | 24      | 2       | -     | -        | 25      | 1      | -        | -       | -        | -     |
| Total      | 3,809 | 1,965   | 927     | 477   | 440      | 2,578   | 1,068  | 64       | 31      | 21       | 15    |

### Procesos legales
En 1943, el líder húngaro Miklós Horthy ordenó una investigación sobre las masacres, imputándose cargos contra algunos de los que las habían conducido, quienes huyeron a Alemania y regresaron solo después de que las fuerzas alemanas hubiesen ocupado Hungría en 1944 (Horthy usó la investigación como método para diferenciar su régimen del de la Alemania nazi).
Algunos historiadores serbios, como Golubović y Aleksandar Veljić, afirman que el propio Horthy era conocedor de las incursiones y que incluso las había aprobado. Horthy fue testigo en los Juicios de Núremberg, y pese a las fuertes demandas de Yugoslavia, los americanos y los soviéticos retiraron todos los cargos en su contra. Después de que se planteasen varias cuestiones al respecto en el parlamento húngaro, el primer ministro Bárdossy envió una comisión de investigación, la cual apoyó la versión de que el ejército había estado luchando contra los partisanos (una investigación más exhaustiva por parte de Miklós Kállay, sucesor de Bárdossy, llegaría a una conclusión similar).

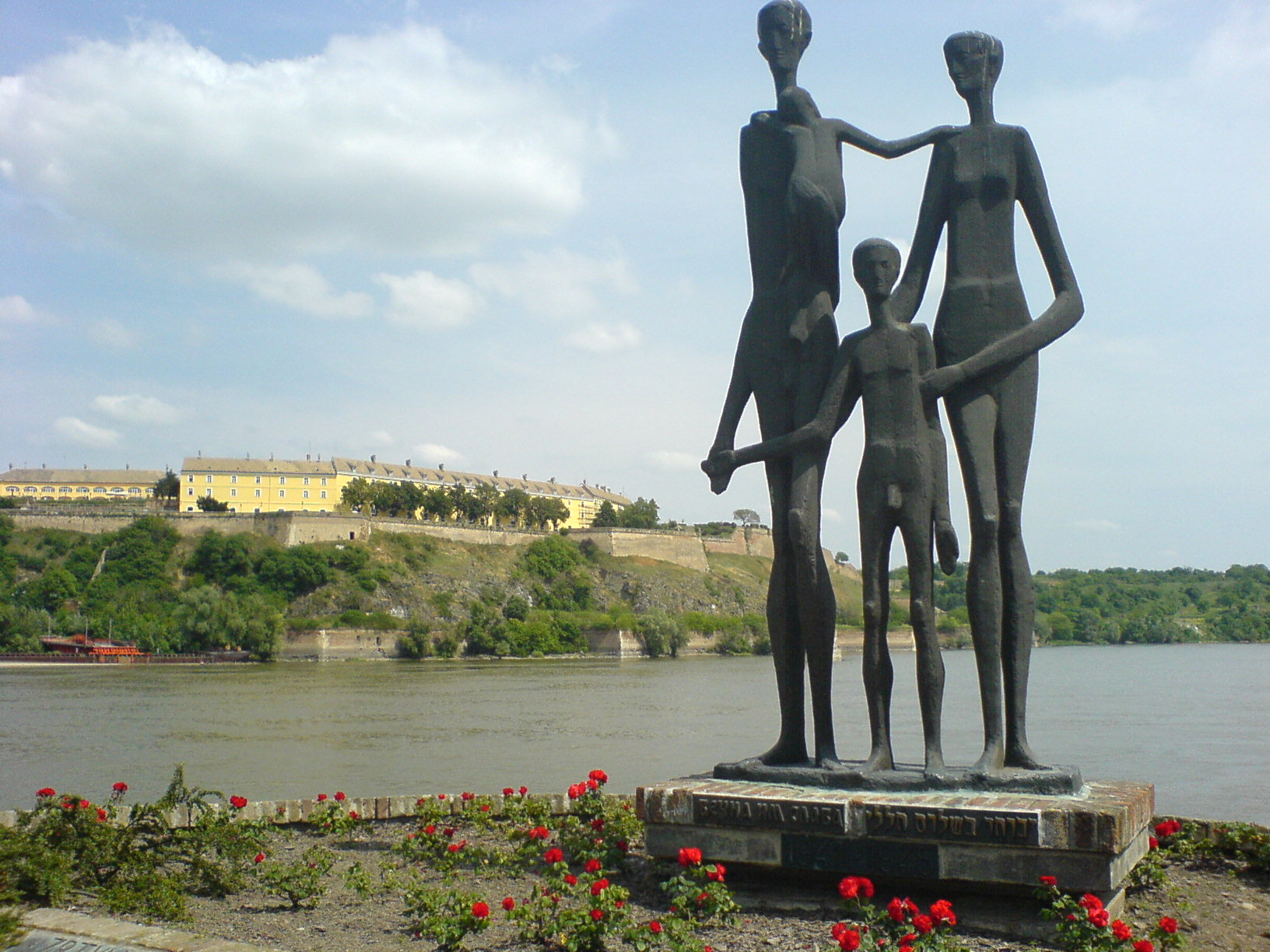
Monumento a las víctimas de la masacre de Novi Sad.

En 1943, Hungría celebró el juicio de varios oficiales que estuvieron entre los responsables de las incursiones en el cual se dictó pena de muerte contra cuatro de ellos, quienes huyeron a Alemania antes de cumplir su sentencia. Tras la guerra, algunos de los culpables de las incursiones fueron nuevamente juzgados por el nuevo gobierno comunista de Hungría (el cual los sentenció a morir o pasar el resto de su vida en prisión) y por Yugoslavia, quien los condenó a muerte por segunda vez, procediéndose a su ejecución. Horthy, responsable de las incursiones según historiadores serbios y yugoslavos, nunca fue acusado ni juzgado.
En septiembre de 2006, Efraim Zuroff, del Centro Simon Wiesenthal, hizo públicas las copias de un veredicto judicial de 1944 el cual había hallado a Sándor Képíró y a otros oficiales del ejército húngaro y de la policía como participantes en la incursión de Novi Sad. En 1948, el gobierno de Hungría volvió a juzgarlo in absentia y lo condenó a 14 años de prisión. El veredicto se basó en el testimonio de János Nagy, un soldado húngaro del pelotón de Képíró, si bien el mismo fue aportado después de que el servicio secreto comunista hubiese sometido a Nagy a tortura. Sumado a esto, Képíró afirmó que como oficial de policía su participación estuvo limitada al mero arresto de civiles, negando haber tomado parte en las ejecuciones o en cualquier otra actividad ilegal. Varios cargos por crímenes de guerra fueron subsecuentemente imputados a Képíró en un tribunal federal en Budapest por el asesinato de civiles bajo su comando durante las incursiones, empezando su juicio en mayo de 2011. Tras ser absuelto de todos los cargos en julio, Képíró murió por causas naturales dos meses después.

### Disculpas formales
Los asesinatos en masa de judíos, como los ocurridos durante la incursión, fueron relativamente poco comunes en Hungría y en sus territorios ocupados hasta octubre de 1944, cuando los alemanes asumieron el control directo del país y de las regiones que habían tomado, deportando a cientos de miles de judíos a campos de concentración.
En junio de 2013, el presidente de Hungría János Áder pidió disculpas en Belgrado por los crímenes de guerra cometidos contra civiles serbios y judíos durante la ocupación de territorios en Yugoslavia. Varios días antes, miembros del parlamento serbio habían efectuado una declaración en la cual condenaban las masacres así como la aplicación del principio de culpa colectiva contra los húngaros en Vojvodina al final de la guerra.

## Legado
De todas las incursiones perpetradas por las autoridades húngaras en Yugoslavia, la incursión de Bačka del Sur fue la más infame de todas; los asesinatos han recibido diversas denominaciones, como masacre de Novi Sad, masacre de Újvidék, o simplemente La incursión (Racija). La historiadora Deborah S. Cornelius afirma que «las relaciones entre Hungría y Serbia nunca han sido las mismas». Pese al paso del tiempo, la incursión sigue siendo un acontecimiento muy arraigado entre la población húngara, por encima de la mayoría de otros eventos de carácter bélico. Cada año se celebran ceremonias conmemorativas en Novi Sad y otros lugares en que se produjeron hechos similares.
La masacre fue mostrada por el director András Kovács en la película Hideg napok (1966). Del mismo modo, la incursión constituye un hecho prominente en la novela de 1962 Psalm 44 y en la novela de 1972 Peščanik, ambas del escritor Danilo Kiš (la masacre tuvo un especial significado en la vida de Kiš debido a que su padre estuvo a punto de morir durante la matanza). Por su parte, el escritor yugoslavo Aleksandar Tišma, quien logró escapar por poco del cerco de los húngaros y la posterior masacre, exploró los hechos en su novela de 1972 Knjiga o Blamu, mientras que los eventos son también descritos en el libro de 1991 Vérbosszú Bácskában, de Tibor Cseres.
En 1971, el escultor Jovan Soldatović erigió una estatua conmemorativa en Novi Sad, en el lugar donde los cuerpos de las víctimas fueron arrojados al Danubio (en Žabalj y Čurug existen estatuas similares obra también de Soldatović).  En la base del monumento figura la siguiente inscripción:
| Sećanje je spomenik tvrđi od kamena. Ako smo ljudi oprostiti moramo, zaboraviti ne smemo. | La memoria es un monumento más fuerte que la piedra. Si somos humanos debemos perdonar, pero no olvidar. |